# Jesús Sarabia
Jesús Sarabia Romero (nascido em 13 de janeiro de 1946) é um ex-ciclista olímpico mexicano. Representou sua nação em duas edições dos Jogos Olímpicos: Cidade do México 1968 e Munique 1972.